# ديمبا توري
ديمبا أرماند توريزي (بالفرنسية: Demba Touré) (31 ديسمبر 1984 في دكار) لاعب كرة قدم سنغالي يلعب حاليا لصالح نادي الدرجة الثانية ريمس الفرنسي ومنتخب السنغال في مركز المهاجم . عندما بلغ من العمر 20 سنة قرر حذف آخر حرفين من لقبه (زي) وتسجيل اسمه الرسمي في الاتحاد الدولي لكرة القدم حسب التالي : ديمبا أرماند توري .

## المسيرة الرياضية
بدأ توري مسيرته الرياضية في نادي ليون الفرنسي سنة 2002 حيث شارك في مباراتين وساهم بشكل قليل في تحقيق بطولة دوري الدرجة الأولى مرتين متتاليتين موسمي 2002-2003 و2003-2004 ثم انتقل إلى نادي غراسهوبر زيورخ السويسري في صيف 2004 وتمت إعارته إلى نادي دينامو كييف الأوكراني طوال موسم 2007-2008 . في يناير 2009 انتقل إلى نادي ستاد رانس .
شارك في أول مباراة دولية مع منتخب السنغال أمام منتخب بوركينا فاسو في أكتوبر 2006 ضمن تصفيات كأس الأمم الأفريقية لكرة القدم 2008 التي أقيمت في غانا .

## روابط خارجية
- ديمبا توري على موقع اتحاد أوكرانيا (الإنجليزية)
- ديمبا توري على موقع قاعدة بيانات كرة القدم.إي يو (الإنجليزية)
- ديمبا توري على موقع ناشيونال فوتبول تيمز (الإنجليزية)
- ديمبا توري على موقع Soccerway.com (الإنجليزية)
- ديمبا توري على موقع عالم كرة القدم.نت (الإنجليزية)